# Dia Mundial da Saúde
O Dia Mundial da Saúde é celebrado anualmente no dia 7 de abril.

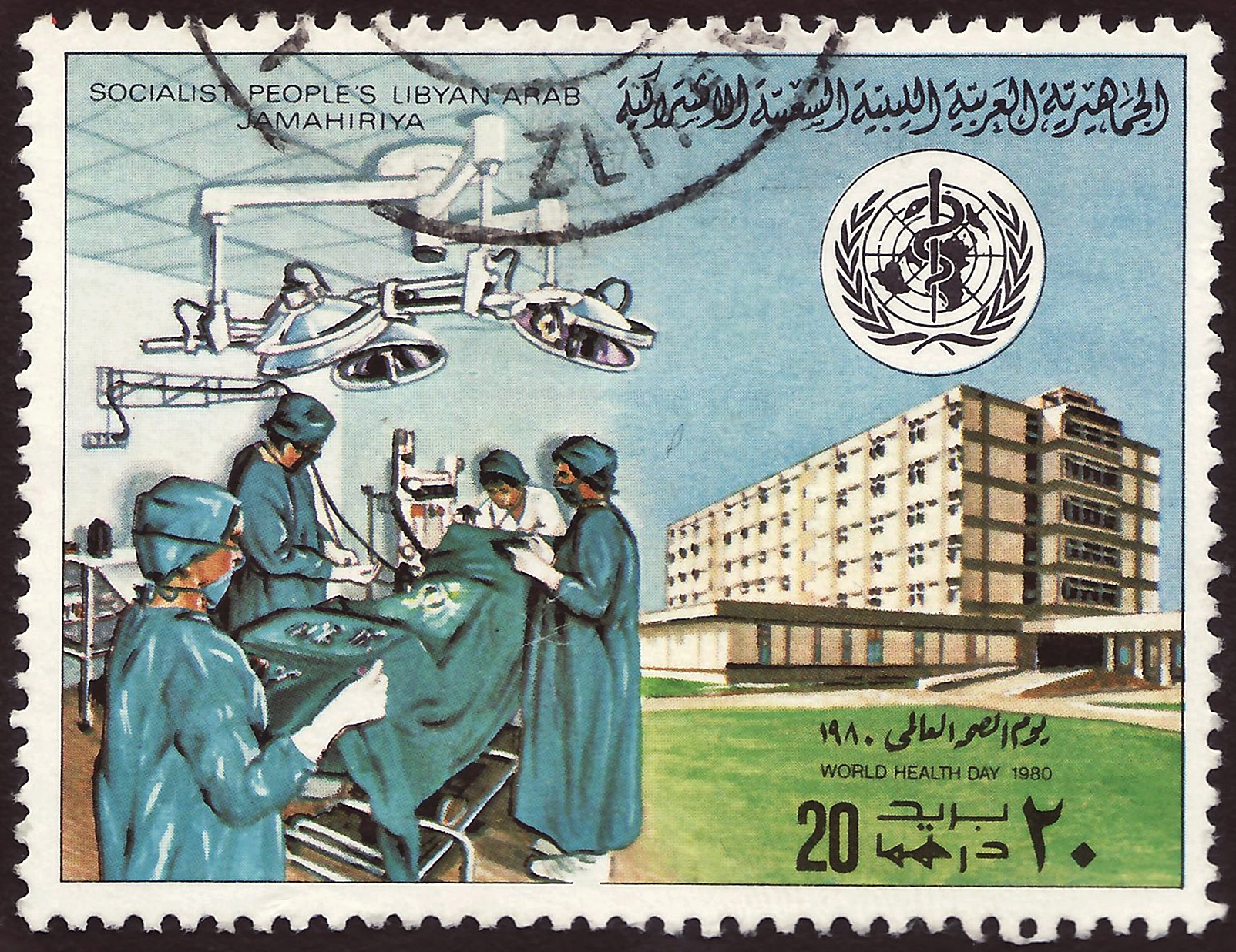
Selo impresso na Líbia em 1980 para comemorar o Dia Mundial da Saúde

Foi criado pela Organização Mundial da Saúde (OMS) em 7 de abril de 1948, mas passou a ser comemorado apenas a partir de 1950.
Seu objetivo geral é apresenta uma oportunidade de mobilizar apoio para a conscientização, ação e pesquisa sobre as prioridades globais da saúde, promovendo a boa saúde e bem estar para todos.
Segundo a professora de Biologia Vanessa Sardinha dos Santos para o website Brasil Escola, "essa data é um momento para que questões sérias relacionadas à saúde sejam trabalhadas, garantindo a conscientização sobre esse tema e estimulando a criação de políticas voltadas ao bem-estar da população. Além disso, as ações realizadas na data são importantes para que a população aprenda a cuidar-se e informar-se sobre seus direitos quando o assunto é promoção da saúde".
Em 2021, o tema da campanha foi Construindo um mundo mais justo e saudável, focado principalmente na pandemia de COVID-19.

## Temas anuais
- 1991: Se o desastre ocorrer, esteja preparado
- 1992: Batimento cardíaco: um ritmo de saúde
- 1993: Lide com a vida com cuidado: previna a violência e a negligência
- 1994: Saúde bucal para uma vida saudável
- 1995: Erradicação global da pólio
- 1996: Cidades saudáveis para uma vida melhor
- 1997: Doenças infecciosas emergentes
- 1998: Maternidade segura
- 1999: O envelhecimento ativo faz a diferença
- 2000: Sangue seguro começa comigo
- 2001: Saúde mental: pare a exclusão, ouse cuidar
- 2002: Movimento pela saúde
- 2003: Moldar o futuro da vida: ambientes saudáveis para as crianças
- 2004: Segurança rodoviária
- 2005: Faça cada mãe e criança valerem a pena
- 2006: Trabalhando juntos pela saúde
- 2007: Segurança internacional de saúde
- 2008: Protegendo a saúde dos efeitos adversos das mudanças climáticas
- 2009: Salve vidas: torne os hospitais seguros em emergências
- 2010: Urbanização e saúde: torne as cidades mais saudáveis
- 2011: Resistência antimicrobiana: nenhuma ação hoje, nenhuma cura amanhã
- 2012: Boa saúde acrescenta vida aos anos
- 2013: Batimento cardíaco saudável, pressão arterial saudável
- 2014: Doenças transmitidas por vetores: pequena mordida, grande ameaça
- 2015: Segurança alimentar
- 2016: Pare o crescimento: vença o diabetes
- 2017: Depressão: vamos conversar
- 2018: Cobertura de saúde universal: todos, em todos os lugares
- 2019: Cobertura de saúde universal: todos, em todos os lugares
- 2020: Apoie enfermeiros e parteiras
- 2021: Construindo um mundo mais justo e saudável para todos
- 2022: Nosso planeta, nossa saúde
- 2023: Saúde para Todos
- 2024: Minha saúde, meu direito
- 2025: começos saudáveis, futuros esperançosos